# Fénykép barnára színezése

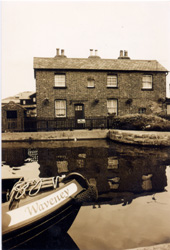

A barnítófürdő egy régi fényképészeti eljárásnál volt használatos. Segítségével az elkészült pozitív képet meleg barna színűre festik, egy jól szellőző helyiségben. Az így készült fotográfiának mai szemmel régies hangulata van.
A barnítófürdő alkalmazásakor szükséges a fénykép túlhívása, mert először halványítófürdőbe kerül, ahol egy különleges vegyszer, a vörösvérlúgsó segítségével elhalványítják a képet, amely így veszít fedettségéből. A halványítóoldat tartalmaz kálium-[ferri-cianid]-ot és kálium-bromidot is. A vörösvérlúgsó, kálium-[hexaciano-ferrát (III)] egy mérgező, rubinvörös kristályokból álló vegyület, melyet elsősorban a fényképészetben használtak, de acéledző szerként, fapácként és kékmásolatok (fénymásolat) készítésénél is ismeretes volt.
A halványított fotográfia felületén csak finom képrészek maradnak. Ezt követően a fényképet alaposan, kb.15 percig kellett mosni, és csak ezután történt a barnítás. A barnítófürdőben az úgynevezett kénmájjal kezelik tovább a fotót, amely az elhalványult részeket barnára festi az eredeti képhez hasonló tónuserősségben.
A kénmáj egyes megfogalmazások szerint a nátrium és a kén vegyületeinek keveréke, ekképp a kálium szulfidjait a káli-kénmáj elnevezés illeti. Más meghatározások a kénmáj, (Hepar sulfuris) elnevezés alatt általában a kálium szulfidjainak, poliszulfidjainak, szulfátjainak keverékét értik. Használták mesterséges kénfürdők készítésére, különböző bőrbajok, reuma, hajbetegségek kezelésére, valamint ólom és higanyfeldolgozásban dolgozók bőrének ápolására, nemesfémek színezésére stb. A kálium-szulfit továbbá használatos volt fényképészeti előhívókban is. A kén-nátriumos színező nátrium-szulfid kristályok vizes oldata, amely kb. 30-60 másodperc alatt képes meleg barnára színezni a fotográfiákat.
A barnítást követi egy alapos mosás, végül az így kezelt fényképet szárítani kell. A barnítófürdő talán a régi nemes eljárások-ra emlékeztet, abban a tekintetben, hogy a különleges módon elkészített fotográfiát először kihalványítják, majd valamilyen vegyi úton a kívánt színűre festik.
Az analóg technikával is lehet már sokkal egyszerűbben barna színezetű képeket létrehozni. Vannak olyan kitűnő minőségű kromogén (chromogenic) filmek, (pl. Ilford XP2, lásd a mellékelt fotót) melyeket hasonlóan a színes filmekhez az ún. C41 technológiával, - C-41 process - hívnak elő. Ha ezeket a negatívokat színes papírra nagyítják, akkor tetszőleges változatban, akár barna-fehér, zöld-fehér, bíbor-fehér stb. monokróm színekben is elkészíthető a fénykép.
A digitális képalkotás korszakában már nincsenek és nem szükségesek labortrükkök. A képek színezésére vagy bármilyen módosítására különböző képalkotó-formázó programokat pl. Adobe Photoshop-t használnak, melyek segítségével bármilyen változtatásra lehetőség van a monitor előtt.